# 기성역 (울진)
기성역(Giseong station, 箕城驛)은 경상북도 울진군 기성면에 있는 동해선의 철도역이다. 이 역은 남한의 최동단 철도역이다. 

## 연혁
- 2025년 1월 1일: 개통
- 2025년 12월 : KTX-이음 운행 개시 (예정)

## 역 구조

### 승강장
| ↑ 평해  |
| １２ \| |
| 매화 ↓  |

| 1 | ITX-마음 누리로 | 부전 · 동대구 · 포항 방면 |
| 2 | ITX-마음 누리로 | 울진 · 삼척 · 강릉 방면   |

## 역 주변
- 울진비행훈련원
- 기성초등학교
- 기성중학교

## 인접한 역
| 동해선           | 동해선          | 동해선         |
| ---------------- | --------------- | -------------- |
| 평해 부전 방면   | ITX-마음 동해선 | 매화 강릉 방면 |
| 후포 동대구 방면 | ITX-마음 동해선 | 울진 강릉 방면 |
| 평해 동대구방면  | 누리로 동해선   | 매화 강릉 방면 |